# فرودگاه آلتمیرا
فرودگاه آلتمیرا (به انگلیسی: Altamira Airport) (به زبان بومی: Aeroporto de Altamira) یک فرودگاه همگانی مسافربری با کد یاتا ATM است که یک باند فرود آسفالت دارد و طول باند آن ۲۰۰۳ متر است. این فرودگاه در کشور برزیل قرار دارد و در ارتفاع ۱۱۲ متری از سطح دریا واقع شده‌است.

## شرکت‌های هواپیمایی و مقصدهای پروازی
| شرکت‌های هواپیمایی        | مقصدهای پروازی                                                                         |
| ------------------------ | -------------------------------------------------------------------------------------- |
| آزول برزیلین ایرلاینز    | ول د کائس، کرایس، ادواردو گومز، پارینتینس، پورتو ترومبتاس، سانتارم استاد ویلسون فونسکا |
| MAP Linhas Aéreas        | ول د کائس، ادواردو گومز، پارینتینس، سانتارم استاد ویلسون فونسکا                        |
| پیکاتوبا ترنسپورتس آئروس | ول د کائس، ایتایتوبا، Novo Progresso، سانتارم استاد ویلسون فونسکا                      |